# Albert Schultz Eishalle
Albert Schultz Eishalle är en ishall i Wien, öppnad i januari 1995. Att hallen skulle byggas beslutade staden Wien 1989. Publikkapaciteten är 4 500 åskådare, och hallen är hemmaplan för Vienna Capitals i ishockey. Här spelades matcher vid världsmästerskapet i ishockey för herrar 1996. 2011 renoverades ishallen.
Hallen har ett stort glasfönster, och främst en varm vårdag-vårkväll i slutet av säsongen eller augustieftermiddag vid säsongens inledning kan detta ställa till med problem för spelarna, framförallt målvakterna, som ofta får Solen i ögonen.

### Fotnoter
1. ↑  Kjell Nilsson (10 april 1996). ”Nu får Forsberg en fingervisning. VM-genrep mot Tjeckien och Finland”. Dagens nyheter. http://www.dn.se/arkiv/sport/nu-far-forsberg-en-fingervisning-vm-genrep-mot-tjeckien-och/. Läst 31 januari 2016.
2. ↑  Gunnar Vrang (12 december 2011). ”Nya puckar för Samuelsson”. Svenska dagbladet. http://www.svd.se/nya-puckar-for-samuelsson. Läst 31 januari 2016.